# Tampa Bay Lightning
I Tampa Bay Lightning sono una squadra di hockey su ghiaccio della NHL con sede a Tampa (Florida), negli Stati Uniti d'America. Giocano nella Atlantic Division della Eastern Conference dell'NHL dal 1992, riuscendo a vincere anche la Stanley Cup nel 2004, nel 2020 e nel 2021.

## Storia

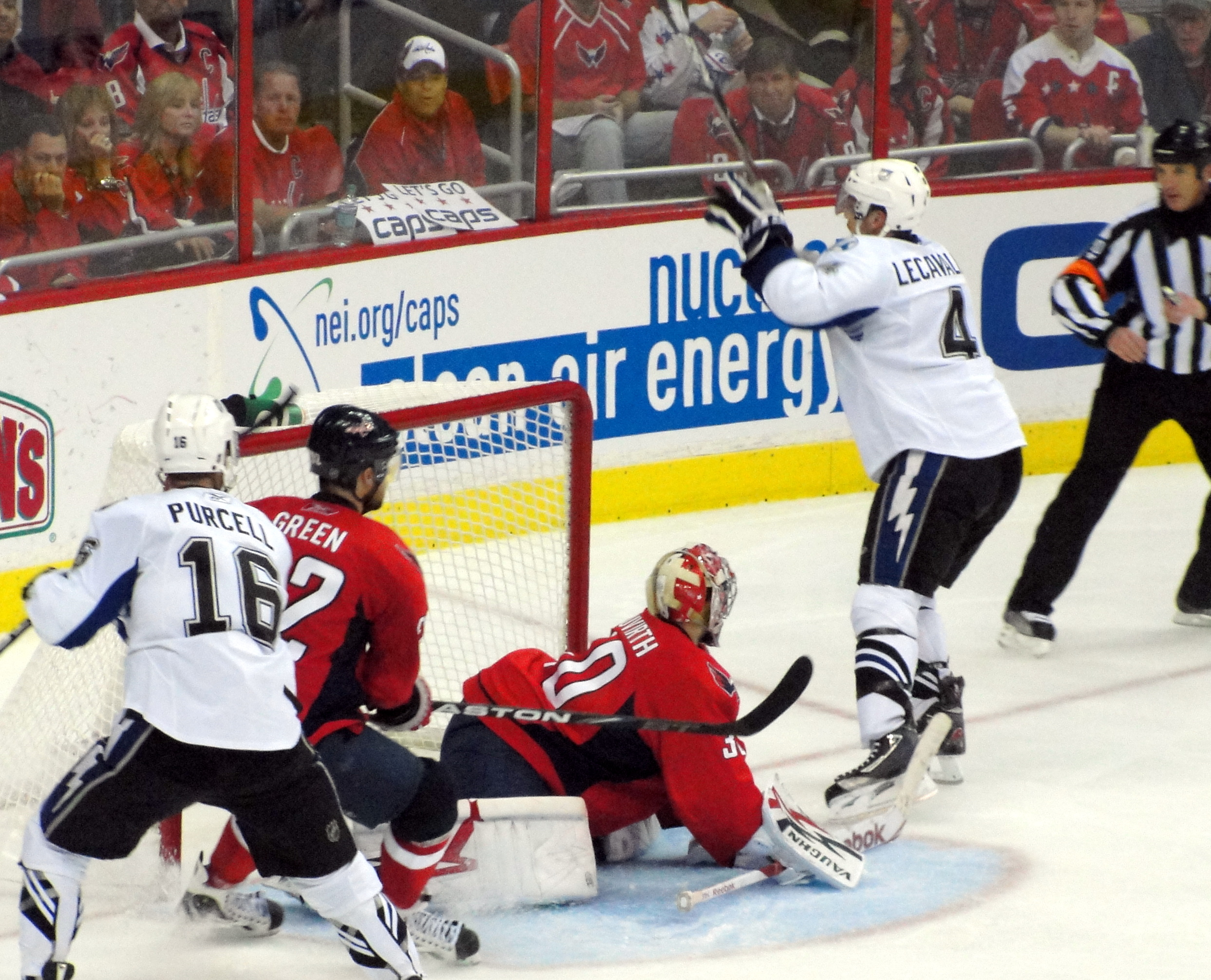
fase di gioco di Tampa Bay Lightning-Washington Capitals

La società fu fondata nel 1992 e divenne subito nota per aver assunto Manon Rhéaume, portiere donna che scese in campo in due gare di pre-season; divenne così la prima donna a giocare per una squadra dell'NHL.
I Ligthnings debuttarono nella lega il 7 ottobre 1992, in casa contro i Chicago Blackhawks, battuti per 7-3. Nonostante un buon inizio, le prestazioni della squadra calarono e si piazzò all'ultimo posto nella propria Division. Solo quattro anni dopo i Lightnings riuscirono a qualificarsi ai playoff, nella stagione 1995-1996, in cui furono poi eliminati nei quarti di finale per 4-2 in serie dai Philadelphia Flyers. Ci vollero diverse stagioni, poi, per rivedere la squadra della Florida nuovamente ai playoff: nella stagione 2002-2003, i Bolts riuscirono a vincere la Southeast Division e vinsero così la loro prima serie di playoff, eliminando per 4-2 i Washington Capitals; tuttavia, nel turno seguente, furono estromessi dalla competizione dai New Jersey Devils, futuri campioni, per 4-1. Questo fu solo il preludio alla trionfale stagione seguente, in cui i Lightnings vinsero sia la Division che la classifica della Eastern Conference e poi, nei playoff, giunsero fino in finale eliminando i New York Islanders (4-1), i Montreal Canadiens (4-0) ed i Philadelphia Flyers (4-3); qui furono contrapposti ai Calgary Flames, sconfitti per 4-3 in serie: i Bolts vinsero così la loro prima Stanley Cup.
Saltata la stagione successiva a causa del lock-out, i Lightnings tornarono a giocare nel campionato 2005-2006, terminato con la sconfitta nel primo turno di playoff da parte degli Ottawa Senators. Stesso finale ebbe la stagione seguente, in cui ad eliminare i Bolts furono i Devils. A seguito di ciò, la squadra passò tre campionati senza raggiungere la post-season, almeno fino alla stagione 2010-2011, in cui arrivarono fino in finale di Conference, dopo aver battuto Pittsburgh Penguins (4-3) e Washington Capitals (4-0): ad eliminarli furono i Boston Bruins, futuri campioni della Stanley Cup, vincenti per 4-3.

## Record stagione per stagione
| Abbreviazione | Definizione           |
| ------------- | --------------------- |
| PG            | Partite giocate       |
| V             | Vittorie              |
| S             | Sconfitte             |
| P             | Pareggi               |
| OTL           | Sconfitte in overtime |
| Pts           | Numero di punti       |
| GF            | Gol fatti             |
| GS            | Gol subiti            |

| Stagione  | Regular Season                                        | Regular Season                                        | Regular Season                                        | Regular Season                                        | Regular Season                                        | Regular Season                                        | Regular Season                                        | Regular Season                                        | Regular Season                                        | Postseason                                            | Postseason                                            | Postseason                                            | Postseason                                            | Postseason                                            | Postseason |
| Stagione  | PG                                                    | V                                                     | S                                                     | P                                                     | OTL                                                   | Pts                                                   | GF                                                    | GS                                                    | Posizione finale                                      | PG                                                    | V                                                     | S                                                     | GF                                                    | GS                                                    | Posizione finale |
| --------- | ----------------------------------------------------- | ----------------------------------------------------- | ----------------------------------------------------- | ----------------------------------------------------- | ----------------------------------------------------- | ----------------------------------------------------- | ----------------------------------------------------- | ----------------------------------------------------- | ----------------------------------------------------- | ----------------------------------------------------- | ----------------------------------------------------- | ----------------------------------------------------- | ----------------------------------------------------- | ----------------------------------------------------- | --- |
| 1992-1993 | 84                                                    | 23                                                    | 54                                                    | 7                                                     | —                                                     | 53                                                    | 245                                                   | 332                                                   | 6º Norris Division                                    | —                                                     | —                                                     | —                                                     | —                                                     | —                                                     | Non qualificati |
| 1993-1994 | 84                                                    | 30                                                    | 43                                                    | 11                                                    | —                                                     | 71                                                    | 224                                                   | 251                                                   | 7º Atlantic Division                                  | —                                                     | —                                                     | —                                                     | —                                                     | —                                                     | Non qualificati |
| 1994-1995 | 48                                                    | 17                                                    | 28                                                    | 3                                                     | —                                                     | 37                                                    | 120                                                   | 144                                                   | 6º Atlantic Division                                  | —                                                     | —                                                     | —                                                     | —                                                     | —                                                     | Non qualificati |
| 1995-1996 | 82                                                    | 38                                                    | 32                                                    | 12                                                    | —                                                     | 88                                                    | 238                                                   | 248                                                   | 5º Atlantic Division                                  | 6                                                     | 2                                                     | 4                                                     | 13                                                    | 26                                                    | Perde nei quarti di finale 2-4 contro i Philadelphia Flyers |
| 1996-1997 | 82                                                    | 32                                                    | 40                                                    | 10                                                    | —                                                     | 74                                                    | 217                                                   | 247                                                   | 6º Atlantic Division                                  | —                                                     | —                                                     | —                                                     | —                                                     | —                                                     | Non qualificati |
| 1997-1998 | 82                                                    | 17                                                    | 55                                                    | 10                                                    | —                                                     | 44                                                    | 151                                                   | 269                                                   | 7º Atlantic Division                                  | —                                                     | —                                                     | —                                                     | —                                                     | —                                                     | Non qualificati |
| 1998-1999 | 82                                                    | 19                                                    | 54                                                    | 9                                                     | —                                                     | 47                                                    | 179                                                   | 292                                                   | 4º Southeast Division                                 | —                                                     | —                                                     | —                                                     | —                                                     | —                                                     | Non qualificati |
| 1999-2000 | 82                                                    | 19                                                    | 47                                                    | 9                                                     | 7                                                     | 54                                                    | 204                                                   | 310                                                   | 4º Southeast Division                                 | —                                                     | —                                                     | —                                                     | —                                                     | —                                                     | Non qualificati |
| 2000-2001 | 82                                                    | 24                                                    | 47                                                    | 6                                                     | 5                                                     | 59                                                    | 201                                                   | 280                                                   | 5º Southeast Division                                 | —                                                     | —                                                     | —                                                     | —                                                     | —                                                     | Non qualificati |
| 2001-2002 | 82                                                    | 27                                                    | 40                                                    | 11                                                    | 4                                                     | 69                                                    | 178                                                   | 219                                                   | 3º Southeast Division                                 | —                                                     | —                                                     | —                                                     | —                                                     | —                                                     | Non qualificati |
| 2002-2003 | 82                                                    | 36                                                    | 25                                                    | 16                                                    | 5                                                     | 93                                                    | 219                                                   | 210                                                   | 1º Southeast Division                                 | 11                                                    | 5                                                     | 6                                                     | 22                                                    | 29                                                    | Vince nei quarti di finale 4-2 contro i Washington Capitals Perde in semifinale 1-4 contro i New Jersey Devils |
| 2003-2004 | 82                                                    | 46                                                    | 22                                                    | 8                                                     | 6                                                     | 106                                                   | 245                                                   | 192                                                   | 1º Southeast Division                                 | 23                                                    | 16                                                    | 7                                                     | 60                                                    | 43                                                    | Vince nei quarti di finale 4-1 contro i New York Islanders Vince in semifinale 4-0 contro i Montreal Canadiens Vince in finale di conference 4-3 contro i Philadelphia Flyers Vince la Stanley Cup 4-3 contro i Calgary Flames |
| 2004-2005 | Stagione cancellata a causa del NHL lockout 2004-2005 | Stagione cancellata a causa del NHL lockout 2004-2005 | Stagione cancellata a causa del NHL lockout 2004-2005 | Stagione cancellata a causa del NHL lockout 2004-2005 | Stagione cancellata a causa del NHL lockout 2004-2005 | Stagione cancellata a causa del NHL lockout 2004-2005 | Stagione cancellata a causa del NHL lockout 2004-2005 | Stagione cancellata a causa del NHL lockout 2004-2005 | Stagione cancellata a causa del NHL lockout 2004-2005 | Stagione cancellata a causa del NHL lockout 2004-2005 | Stagione cancellata a causa del NHL lockout 2004-2005 | Stagione cancellata a causa del NHL lockout 2004-2005 | Stagione cancellata a causa del NHL lockout 2004-2005 | Stagione cancellata a causa del NHL lockout 2004-2005 | Stagione cancellata a causa del NHL lockout 2004-2005 |
| 2005-2006 | 82                                                    | 43                                                    | 33                                                    | —                                                     | 6                                                     | 92                                                    | 252                                                   | 260                                                   | 2º Southeast Division                                 | 5                                                     | 1                                                     | 4                                                     | 13                                                    | 23                                                    | Perde nei quarti di finale 1-4 contro i Ottawa Senators |
| 2006-2007 | 82                                                    | 44                                                    | 33                                                    | —                                                     | 5                                                     | 93                                                    | 253                                                   | 261                                                   | 2º Southeast Division                                 | 6                                                     | 2                                                     | 4                                                     | 14                                                    | 19                                                    | Perde nei quarti di finale 2-4 contro i New Jersey Devils |
| 2007-2008 | 82                                                    | 31                                                    | 42                                                    | —                                                     | 9                                                     | 71                                                    | 223                                                   | 267                                                   | 5º Southeast Division                                 | —                                                     | —                                                     | —                                                     | —                                                     | —                                                     | Non qualificati |
| 2008-2009 | 82                                                    | 24                                                    | 40                                                    | —                                                     | 18                                                    | 66                                                    | 210                                                   | 279                                                   | 5º Southeast Division                                 | —                                                     | —                                                     | —                                                     | —                                                     | —                                                     | Non qualificati |
| 2009-2010 | 82                                                    | 34                                                    | 36                                                    | —                                                     | 12                                                    | 80                                                    | 217                                                   | 260                                                   | 3º Southeast Division                                 | —                                                     | —                                                     | —                                                     | —                                                     | —                                                     | Non qualificati |
| 2010-2011 | 82                                                    | 46                                                    | 25                                                    | —                                                     | 11                                                    | 103                                                   | 247                                                   | 240                                                   | 2º Southeast Division                                 | 18                                                    | 11                                                    | 7                                                     | 59                                                    | 45                                                    | Vince nei quarti di finale 4-3 contro i Pittsburgh Penguins Vince in semifinale 4–0 contro i Washington Capitals Perde in finale di conference 3–4 contro i Boston Bruins                                                      |
| 2011-2012 | 82                                                    | 38                                                    | 36                                                    | —                                                     | 8                                                     | 84                                                    | 235                                                   | 281                                                   | 3º Southeast Division                                 | —                                                     | —                                                     | —                                                     | —                                                     | —                                                     | Non qualificati |
| 2012-2013 | 48                                                    | 18                                                    | 26                                                    | —                                                     | 4                                                     | 40                                                    | 148                                                   | 150                                                   | 4º Southeast Division                                 | —                                                     | —                                                     | —                                                     | —                                                     | —                                                     | Non qualificati |
| 2013-2014 | 82                                                    | 46                                                    | 27                                                    | —                                                     | 9                                                     | 101                                                   | 240                                                   | 215                                                   | 2º Atlantic Division                                  | 4                                                     | 0                                                     | 4                                                     | 10                                                    | 16                                                    | Perde Primo Round 0-4 contro i Montreal Canadiens |
| 2014-2015 | 82                                                    | 50                                                    | 24                                                    | —                                                     | 8                                                     | 108                                                   | 262                                                   | 211                                                   | 2º Atlantic Division                                  | 26                                                    | 14                                                    | 12                                                    | 65                                                    | 62                                                    | Vince nel Primo Round 4-3 contro i Detroit Red Wings Vince nel Secondo Round 4-2 contro i Montreal Canadiens Vince in finale di conference 4-3 contro i New York Rangers Perde la Stanley Cup 2-4 contro i Chicago Blackhawks  |
| 2015-2016 | 82                                                    | 46                                                    | 31                                                    | —                                                     | 5                                                     | 97                                                    | 227                                                   | 201                                                   | 2º Atlantic Division                                  | 17                                                    | 11                                                    | 6                                                     | 48                                                    | 40                                                    | Vince nel Primo Round 4-1 contro i Detroit Red Wings Vince nel Secondo Round 4-1 contro i New York Islanders Perde in finale di conference 3-4 contro i Pittsburgh Penguins                                                    |
| 2016-2017 | 82                                                    | 42                                                    | 30                                                    | —                                                     | 10                                                    | 94                                                    | 234                                                   | 227                                                   | 5º Atlantic Division                                  | —                                                     | —                                                     | —                                                     | —                                                     | —                                                     | Non qualificati |
| 2017-2018 | 82                                                    | 54                                                    | 23                                                    | —                                                     | 5                                                     | 113                                                   | 296                                                   | 236                                                   | 1º Atlantic Division                                  | 17                                                    | 11                                                    | 6                                                     | 50                                                    | 48                                                    | Vince nel Primo Round 4-1 contro i New Jersey Devils Vince nel Secondo Round 4-1 contro i Boston Bruins Perde in finale di conference 3-4 contro i Washington Capitals                                                         |
| 2018-2019 | 82                                                    | 62                                                    | 16                                                    | —                                                     | 4                                                     | 128                                                   | 325                                                   | 222                                                   | 1º Atlantic Division                                  | 4                                                     | 0                                                     | 4                                                     | 8                                                     | 19                                                    | Perde nel Primo Round 0-4 contro i Columbus Blue Jackets |
| 2019-2020 | 70                                                    | 43                                                    | 21                                                    | —                                                     | 6                                                     | 92                                                    | 245                                                   | 195                                                   | 2º Atlantic Division                                  | 25                                                    | 18                                                    | 7                                                     | 78                                                    | 57                                                    | Vince nel Primo Round 4-1 contro i Columbus Blue Jackets Vince nel Secondo Round 4-1 contro i Boston Bruins Vince in finale di Conference 4-2 contro i New York Islanders Vince la Stanley Cup 4-2 contro i Dallas Stars       |
| 2020-2021 | 56                                                    | 36                                                    | 17                                                    | —                                                     | 3                                                     | 75                                                    | 181                                                   | 147                                                   | 3º Central Division                                   | 23                                                    | 16                                                    | 7                                                     | 75                                                    | 45                                                    | Vince nel Primo Round 4-2 contro i Florida Panthers Vince nel Secondo Round 4-1 contro i Carolina Hurricanes Vince la semifinale 4-3 contro i New York Islanders Vince la Stanley Cup 4-1 contro i Montreal Canadiens          |
| 2021-2022 | 82                                                    | 51                                                    | 23                                                    | —                                                     | 8                                                     | 110                                                   | 287                                                   | 233                                                   | 3º Atlantic Division                                  | 23                                                    | 14                                                    | 9                                                     | 67                                                    | 61                                                    | Vince nel Primo Round 4–3 contro i Toronto Maple Leafs Vince nel Second Round 4–0 contro i Florida Panthers Vince in finale di conference 4-2 contro i New York Rangers Perde la Stanley Cup 2-4 contro i Colorado Avalanche   |
|           | 2 276                                                 | 1 036                                                 | 970                                                   | 112                                                   | 158                                                   | 2 342                                                 | 6 503                                                 | 6 879                                                 |                                                       | 208                                                   | 121                                                   | 87                                                    | 582                                                   | 533                                                   | |

## Premi e trofei
- Stanley Cup: 3

2003-04, 2019-20, 2020-21
- Presidents' Trophy: 1

2018-19